# Pete Coors
Pete Coors (* 20. September 1946 in Golden, Colorado) ist ein US-amerikanischer Unternehmer und konservativer Politiker.
Als Urenkel von Adolph Kuhrs (1847–1929) gehört Coors zu den Erben der Molson Coors Brewing Company. Bis 2011 fungierte er dort als Vorstandsvorsitzender.
Coors absolvierte die Phillips Exeter Academy und ein Ingenieur-Studium an der Cornell University. An der University of Denver machte er 1970 seinen MBA. Die Johnson & Wales University verlieh ihm eine Ehrendoktorwürde.
2004 bewarb sich Coors in Colorado um einen Sitz im Senat der Vereinigten Staaten. Innerhalb der Republikanischen Partei gewann er die Primary um die Nachfolge von Ben Nighthorse Campbell gegen Bob Schaffer, doch anschließend verlor er die eigentliche Wahl gegen den Demokraten Ken Salazar mit 47:51 Prozent der Stimmen.
Coors ist verheiratet und hat sechs Kinder.